# アラ (飲料)
アラ(チベット語及びゾンカ語：ཨ་རག་;ワイリー方式：a-rag;原義「アルコール、酒」）とは、ブータンにおける伝統的なアルコール飲料である。 アラは、ブータン在来の高耐性の大麦や米、トウモロコシ、キビ、小麦を原料とし、発酵または蒸留される。アラは通常、透明かクリーミー、または白色である。 

## 製造
アラは、最も一般的には個人の家や農場で米やトウモロコシから作られる。アラは発酵または蒸留のいずれかでもって作られ 、ブータンではアラの製造自体は合法で、個人消費がなされている。アラは製造方法と品質の両方において規制がなく、ブータンでの販売は禁止されている。かつては販売が禁止されているにもかかわらず店主を通じてアラを販売する私人がおり、政府の厳しい取り締まりを受けていた。しかし、アラの販売は他の形態のトウモロコシの販売よりもはるかに多くの利益をもたらすため、ブータンの農民の多くは法改正を求めている。 一方で、ブータン政府は、課税と規制を通じて過度のアルコール摂取や虐待、および飲酒に関連する病気の阻止しようとしている。  
アラはまた、宗教的な目的のため特にブータン東部で製造されており、特定の縁起の良い日にはラソエルの供物として役に立つ。  アラはまた、ヘビを化学的に追い払うと考えられており、保護のために子供たちによって運ばれることもある。 
ブータン東部のルンツェ県におけるブータン政府のアラの製造と消費を減らす努力を通じて、ルンツェ県民は東ブータン特有の大酒飲みの習慣をなんとかしなければならないと考えた。政府の戦略は、アラの製造と消費を、それがなくなるまで漸減させることである。アルコール依存症とアラ製造は、特に地方レベルでは、ブータン政治の注目すべき争点であった。 

## 消費
アラは普通、冷やさず熱いまま飲まれる。バターやポーチドエッグのような滑らかなものから、スクランブルエッグや米のようなしっかりとしたものまで付け合わせられ、すっきりとした味わいに仕上げることができる。 